# Пересуха (Курська область)
Пересуха (рос. Пересуха) — присілок в Щигровському районі Курської області Російської Федерації.
Населення становить 112 осіб. Входить до складу муніципального утворення Косоржанська сільрада.

## Історія
Населений пункт розташований на території українського етнічного та культурного краю Східна Слобожанщина.
Від 2004 року входить до складу муніципального утворення Косоржанська сільрада.

## Населення
| 2002 | 2010 |
| ---- | ---- |
| 198  | ↘112 |